# Motocross

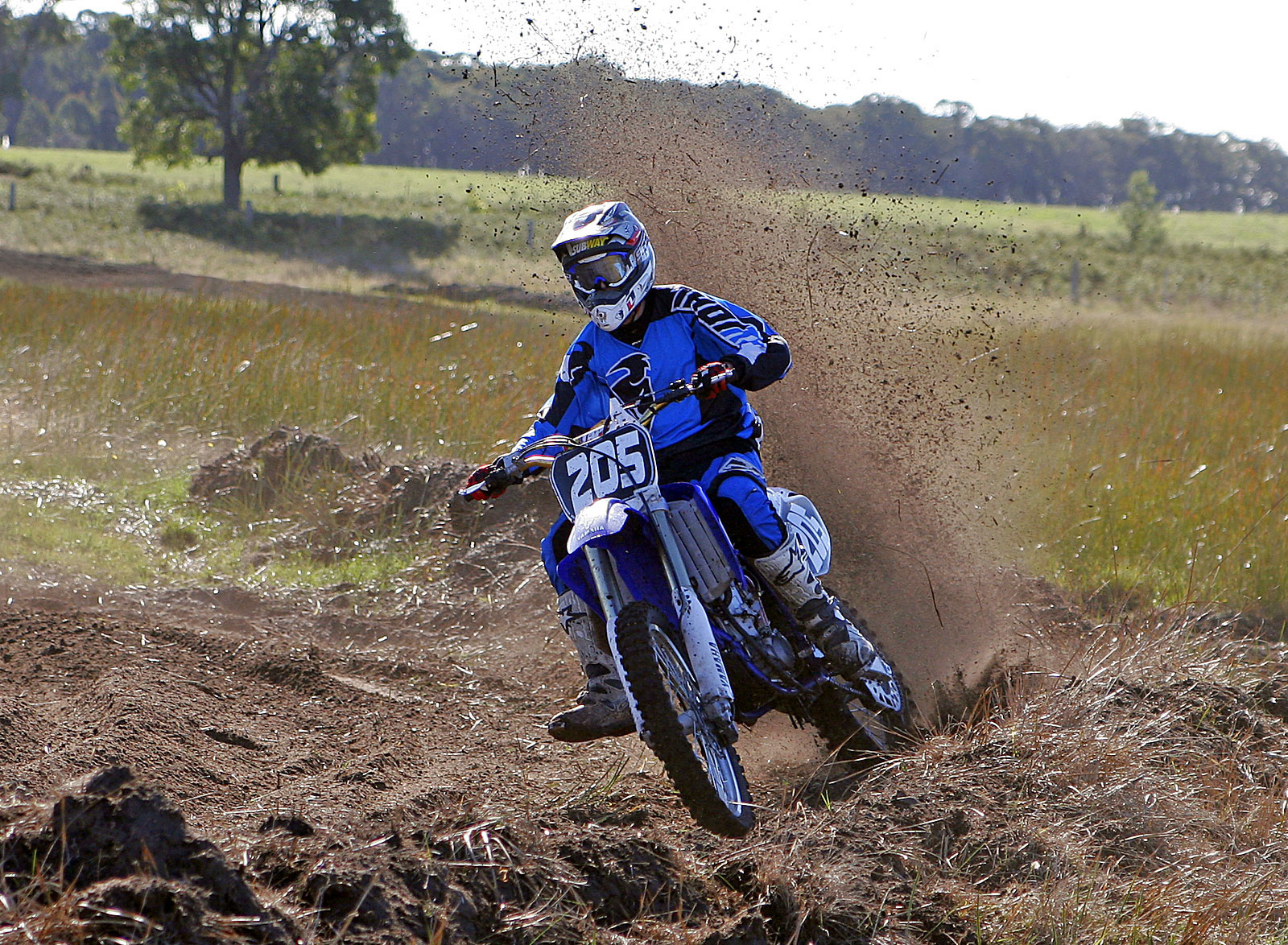
Motocross

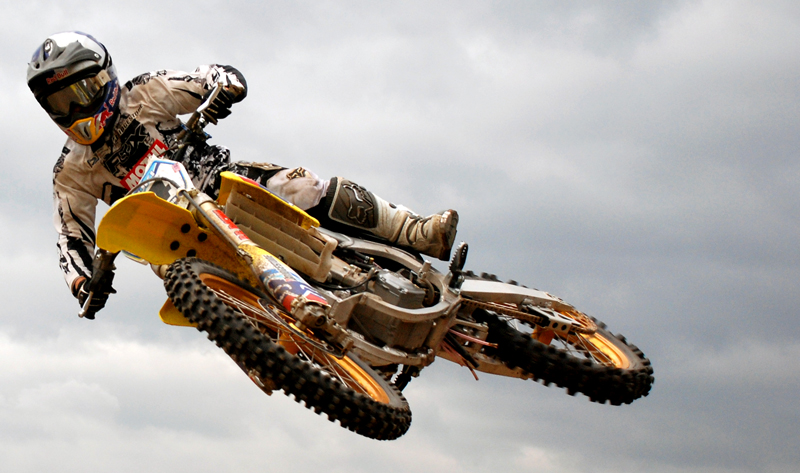
Ken Roczen, piloto profesional de motocross y supercross

Motocross o motocrós es una forma de competición de motocicletas en todo terreno celebrada en circuitos cerrados. El deporte fue evolucionando desde las pruebas celebradas en el Reino Unido. El motocross es un deporte físicamente exigente que tiene lugar en todo tipo de condiciones tanto de pista como de clima.

## Historia
Las primeras carreras de motocross surgieron en Reino Unido tales como Auto-Cycle Clubs en 1906 y el Scottish Six Days Trial que empezó en 1909. Cuando un delicado equilibrio y una estricta puntuación de los ensayos fueron dispensadas a favor de una carrera para ser el piloto más rápido en llegar a la meta, fue llamado scramble, dice que se originó en la frase, "una rara pelea vieja" que describe una de esas carreras tempranas. Originalmente conocido como carreras de scramble en el Reino Unido, como el deporte creció en popularidad, las competiciones se hicieron conocidas internacionalmente como carreras de motocross, mediante la combinación de la palabra francesa para motocyclette, moto abreviadamente, con “cross country” o "a campo traviesa" en español. La primera carrera de scramble tuvo lugar en Camberley, Surrey en 1924. Durante los años 30, este deporte obtuvo gran popularidad, especialmente en Gran Bretaña donde los equipos de Birmingham Small Arms Company (BSA), Norton, Matchless, Rudge, y AJS compitieron en los eventos. La intensa competencia sobre terreno accidentado condujo a las mejoras técnicas en motocicletas. Los marcos rígidos adquirieron suspensión en los años 30, y las horquillas y la suspensión trasera aparecieron en los 50, varios años antes de que se incorporaran a la mayoría de las motos de calle. El periodo después de la Segunda Guerra Mundial fue dominado por BSA la cual se había convertido en la mayor compañía de motocicletas del mundo Los competidores de BSA dominaron las competencias en los cuarenta.

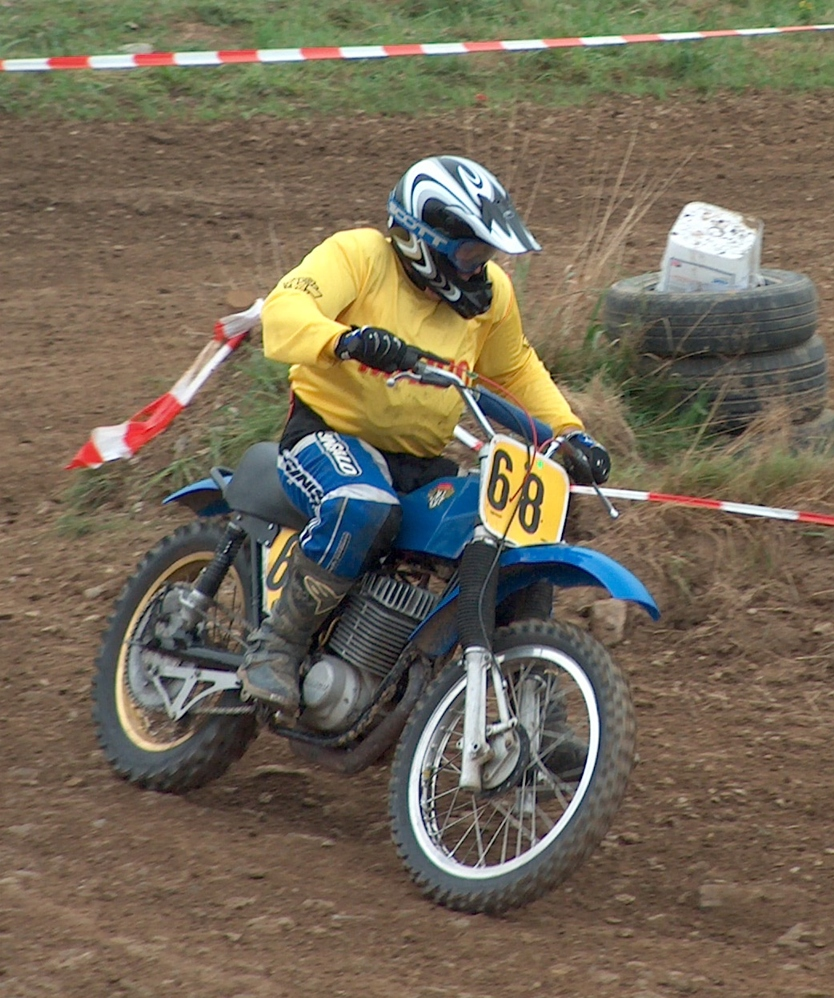
Una Maico 360cc con sistema de enfriamiento por aire y doble suspensión trasera

En 1952, la Federación Internacional de Motociclismo (FIM), órgano rector internacional del motociclismo, creó un Campeonato Europeo individual que fue actualizado a un título de Campeonato del Mundo en 1957. A medida que el diseño y la potencia del motor mejoraban, la competencia por las máquinas de 250cc - la categoría en la que el dos tiempos se convirtió en algo propio - comenzó a ganar en popularidad. En 1958 la FIM creó un título de Campeonato Europeo para la clase de 250cc, y lo elevó a Campeonato Mundial en 1962. La categoría de 250cc fue la categoría más pequeña de las compañías de motocicletas que contaban con un motor de dos tiempos debido a su brillantez y agilidad. Compañías como Husqvarna de Suecia, CZ de la antigua Checoslovaquia y Greeves de Inglaterra, se hicieron populares. En los 60, los avances en la tecnología de los motores de dos tiempos significaba que el motor de 4 tiempos más pesado fuera ocupando otros nichos. Motociclistas de Bélgica y Suecia empezaron a dominar las competencias durante este periodo.
El motocrós fue introducido en los Estados Unidos en 1966 cuando el campeón sueco Torsten Hallman montó una exhibición contra los motociclistas americanos en el Corriganville Movie Ranch, conocido también como Hopetown, en Simi Valley, California. El año siguiente Hallman fue seguido por otras estrellas del motocrós incluyendo Roger De Coster, Joël Robert, y Dave Bickers. Ellos dominaron el evento colocando su peso ligero de dos tiempos en las primeras 6 posiciones. El motocrós empezó a crecer en popularidad en los Estados Unidos durante este tiempo, lo que fomentó un gran crecimiento del deporte.
A finales de 1960, las empresas de motocicletas japonesas comenzaron a desafiar las fábricas europeas por la supremacía en el mundo de motocrós. Suzuki celebró el primer campeonato del mundo para una fábrica japonesa cuando Joël Robert ganó el campeonato 1970 250 cc. El primer evento de motocrós bajo estadio se llevó a cabo en 1972 en el coliseo de Los Ángeles. En 1975, se introdujo un campeonato del mundo de 125 cc.Los pilotos europeos siguieron dominando el motocrós a lo largo de la década de 1970, pero, por la década de 1980, los pilotos estadounidenses mejoraron su nivel y comenzaron a ganar competiciones internacionales.
Durante las décadas de los 70 y 80, la industria de motocicletas de Japón atravesó por un periodo de gran expansión tecnológica. Las típicas máquinas de dos tiempos refrigeradas por aire de doble choque de suspensión trasera dieron paso a nuevas máquinas que tenían refrigeración líquida y estaban equipadas con una sola descarga de suspensión trasera absorbedor. Para el año 2003, las leyes medioambientales, que eran cada vez más estrictas en California, obligaron a algunos fabricantes a desarrollar tecnología favorable al medio ambiente que era de cuatro tiempos. Para el 2004, los principales productores habían comenzado a fabricar las máquinas de cuatro tiempos. Las empresas europeas también experimentaron un resurgimiento con Husqvarna, Husaberg y con KTM ganadores de campeonatos del mundo con máquinas de cuatro tiempos.
El deporte comenzó a ir evolucionando y se dividió en subdisciplinas, tales como los eventos de estadio, a saber, el supercross y el arenacross realizadas en arenas bajo techo. También se crearon categorías para motociclismo estilo libre, que son eventos donde los motociclistas no compiten en carreras sino que son juzgados por los saltos y las acrobacias que realizan y que han ganado mucha popularidad, así como la categoría de supermoto, donde las máquinas de motocrós disputan carreras fuera de la pista, en el asfalto. Las carreras de motocrós VMX, por lo general, se realizan con motocicletas de un modelo anterior al año 1975.Muchas carreras VMX también incluyen una parte "del anuncio del vintage", que por lo general incluyen a las motocicletas que datan hasta 1983.

## Pilotos destacados
| Joël Robert      | 6 veces campeón del mundo MX - 250cc (1964, 1968 y 1960 – CZ- 1970, 1971 y 1972 -Suzuki) |
| Roger De Coster  | 5 veces campeón del mundo MX - 500cc (1971, 1972, 1973, 1975 y 1976 –Suzuki) |
| Eric Geboers     | 5 veces campeón del mundo MX - 125cc (1982 y 1983 –Suzuki) - 250cc (1987 –Honda) - 500cc (1988 y 1990 –Honda) |
| Georges Jobé     | 5 veces campeón del mundo MX - 250 (1980 y 1983 –Suzuki) - 500 (1987, 1991, 1992 –Honda) |
| Georges Jobé     | 5 veces campeón del mundo MX - 500 (1995, 1997 y 1998 –Husaberg-, 2000 –KTM) |
| Mauricio Vázquez | 2 veces campeón del mundo MX - 250 (2017, 2019) |
| Stefan Everts    | 6 veces campeón del mundo MX - 125cc (1991 -Suzuki RM 125) - 250cc (1995 -Kawasaki KX 250-, 1996 y 1997 -Honda CR 250) - 500cc (2001 y 2002 -Yamaha YZF 450) - MX1 (2003 Motocross GP, 2004, 2005 y 2006 –Yamaha YZF 450) |
| Antonio Cairoli  | 9 veces campeón del mundo MX - MX2 (2005 y 2007 –Yamaha YZ 250F) - MX1 (2009 –Yamaha YZ 450F-, 2010, 2011, 2012, 2013 –KTM SXF 350) - MXGP (2014 –KTM SXF 350) |
| Jorge Prado      | Piloto español de motocross perteneciente al equipo de KTM. Ha ganado 2 campeonatos mundiales (2018, 2019) - En 2011 fue el Campeón del Mundo más joven de la historia (65 cc). - En 2015 fue Campeón de Europa de 125 cc con solo catorce años. - En su primer Gran Premio en el Mundial de MX2 subió al podio con solo quince años. - En su primer año en el Mundial ganó 3 grandes premios. En 2018 conquistó el título mundial de MX2. - En 2019 revalidó el título de Campeón del Mundo de MX2. - Es el bicampeón más joven de la historia. - Es el campeón del mundo de MXGP de los años 2023 y 2024. |

## Principales competiciones

### Campeonato Mundial de Motocross de la FIM

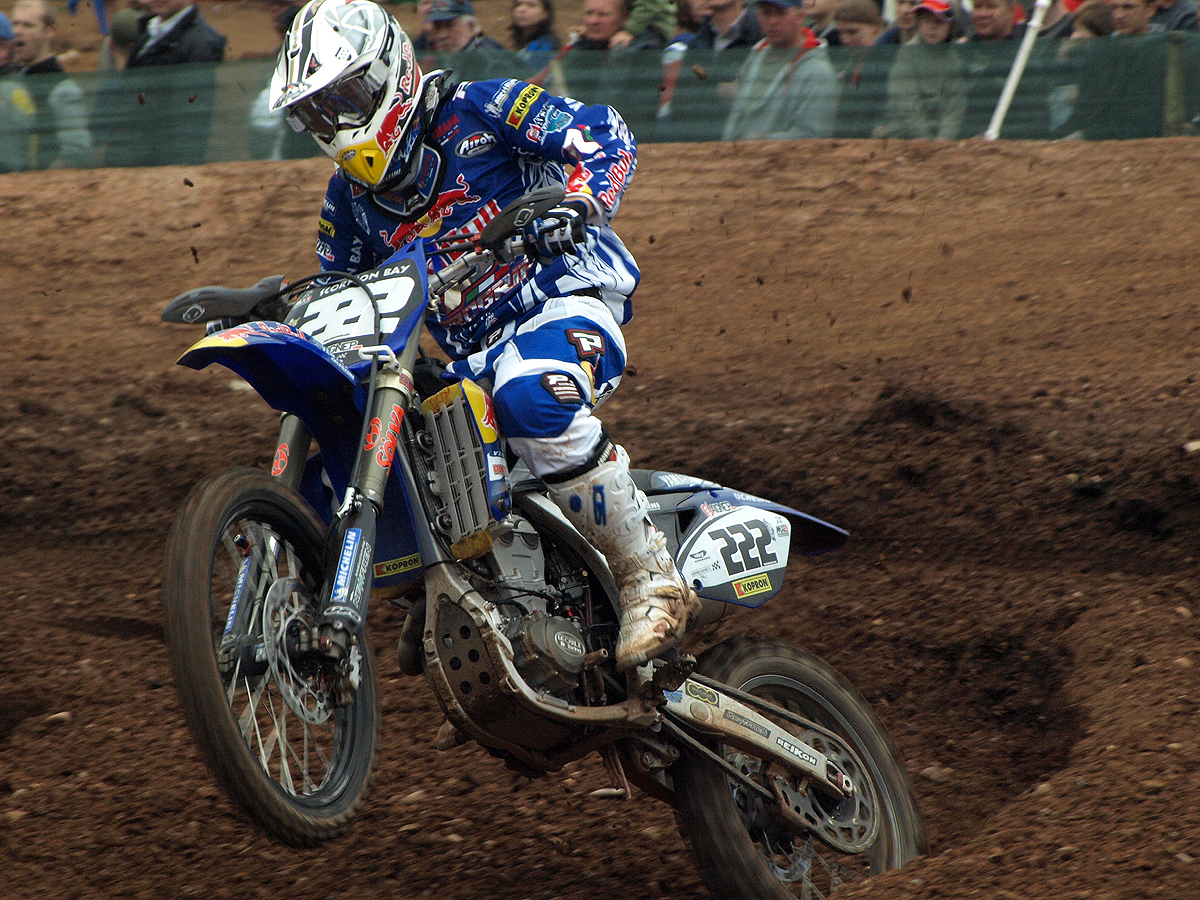
Campeonato Mundial de Motocross

El Campeonato Mundial de Motocross de la FIM se ha celebrado principalmente en países europeos, sin embargo, varios eventos de este campeonato también se han realizado en distintas partes del mundo. Esta es la mayor serie de motocross en el mundo, y por tanto, también es la competición de mayor importancia. En el torneo se disputan cuatro categorías: MXGP para máquinas de 450cc, MX2 para máquinas de 250cc, MX3 para máquinas de 450/250 cc y MX femenil. Las competiciones constan de dos carreras de motos con una duración de 30 minutos además de 2 vueltas.

### Campeonato de Motocross AMA
El Campeonato de Motocrós AMA se realiza todos los años entre mayo y mediados de septiembre. El torneo se desarrolla en doce rondas en doce grandes pistas alrededor de todo el territorio de los Estados Unidos. Hay tres categorías: la clase 250 de motocross para 0–125 cc de dos tiempos o 150–250 cc de cuatro tiempos de maquinaria, la clase 450 de motocross para 150–250 cc de dos tiempos o 251–450 cc cuatro tiempos de maquinaria y la categoría femenil. Temporalmente en la historia del motocross fue cerrada por las lesiones de los competidores.

### Motocross entre países

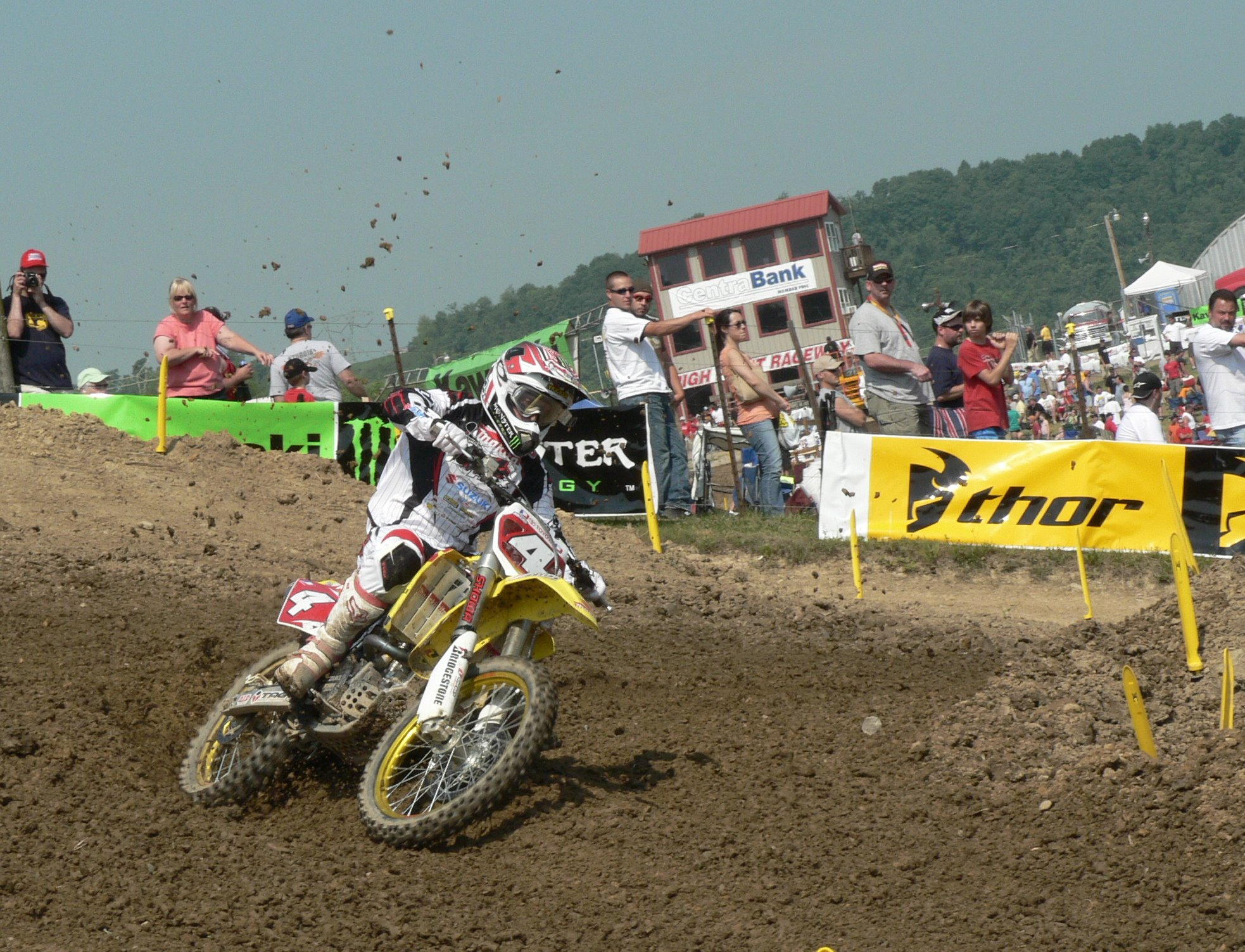
Motocross

También se organiza una competición entre distintos países que se realiza al final del año cuando las series nacionales y el Campeonato Mundial de Motocross ya han concluido. El torneo consiste en equipos conformados por tres motociclistas que representan a sus respectivos países. Cada motociclista compite en diferentes categorías (MX1, MX2, y "Abierto"). La sede del campeonato cambia cada año y los países que han tenido mayor éxito a lo largo de las ediciones han sido los Estados Unidos, Bélgica y el Reino Unido.
Latinoamérica sigue acogiendo los deportes extremos y de alto riesgo. Es allí donde el motocross hace acto de presencia en el 2018 con varios eventos en diferentes países. El calendario del motocross en esta parte del mundo para lo que resta de este año es apretado, pues Argentina, Colombia, Bolivia y México serán sedes de grandes competiciones.

### Campeonato Británico de Motocross
El Campeonato Británico de Motocross es la principal competición de este deporte en el Reino Unido y se organiza con las categorías MX1 y MX2. MX1 es para 250  cc a 450 cc (cuatro tiempos) y MX2 para 175 cc a 250 cc motocicletas de cuatro tiempos.En el 2007 se añadió una categoría juvenil de clase MXY2.
Las series de veteranos fueron introducidas en 2009 con solo dos rondas pero como la demanda de participantes era tan alta a partir de 2011 la serie cuenta con tres rondas celebradas en seis carreras.

## Deportes derivados del motocross
Muchos otros deportes que usan motocicleta se han derivado del motocross.

### Estilo libre
en estilo libre se realizan trucos motorizados

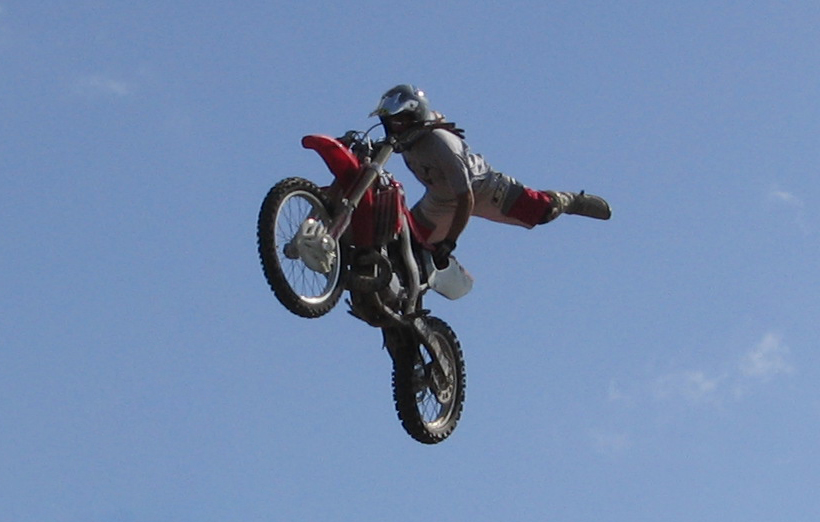
Un competidor canadiense realizando un "superman seat-grab"

El estilo libre o “freestyle” del Motocross (FMX), es una variación relativamente nueva del supercross, donde no se realizan carreras y se basa más bien en realizar acrobacias mientras el motociclista está en el aire. El ganador lo elige un jurado de jueces. Se valora a los motociclistas teniendo en cuenta su estilo, el nivel de dificultad, el mejor desempeño durante el salto con la moto y sus reacciones.
Una acrobacia principal, que deriva a muchísimas más es el backflip, que es un truco o maniobra que consiste en girar completamente los 360° hacia atrás y fue originado en el deporte del BMX por Mat Hoffman, siendo el primero en realizar este truco junto con su bicicleta, y le fue menos dificultoso que realizarlo con una motocross, ya que la bicicleta es mucho más ligera y maniobrable que una moto.

### SuperMoto

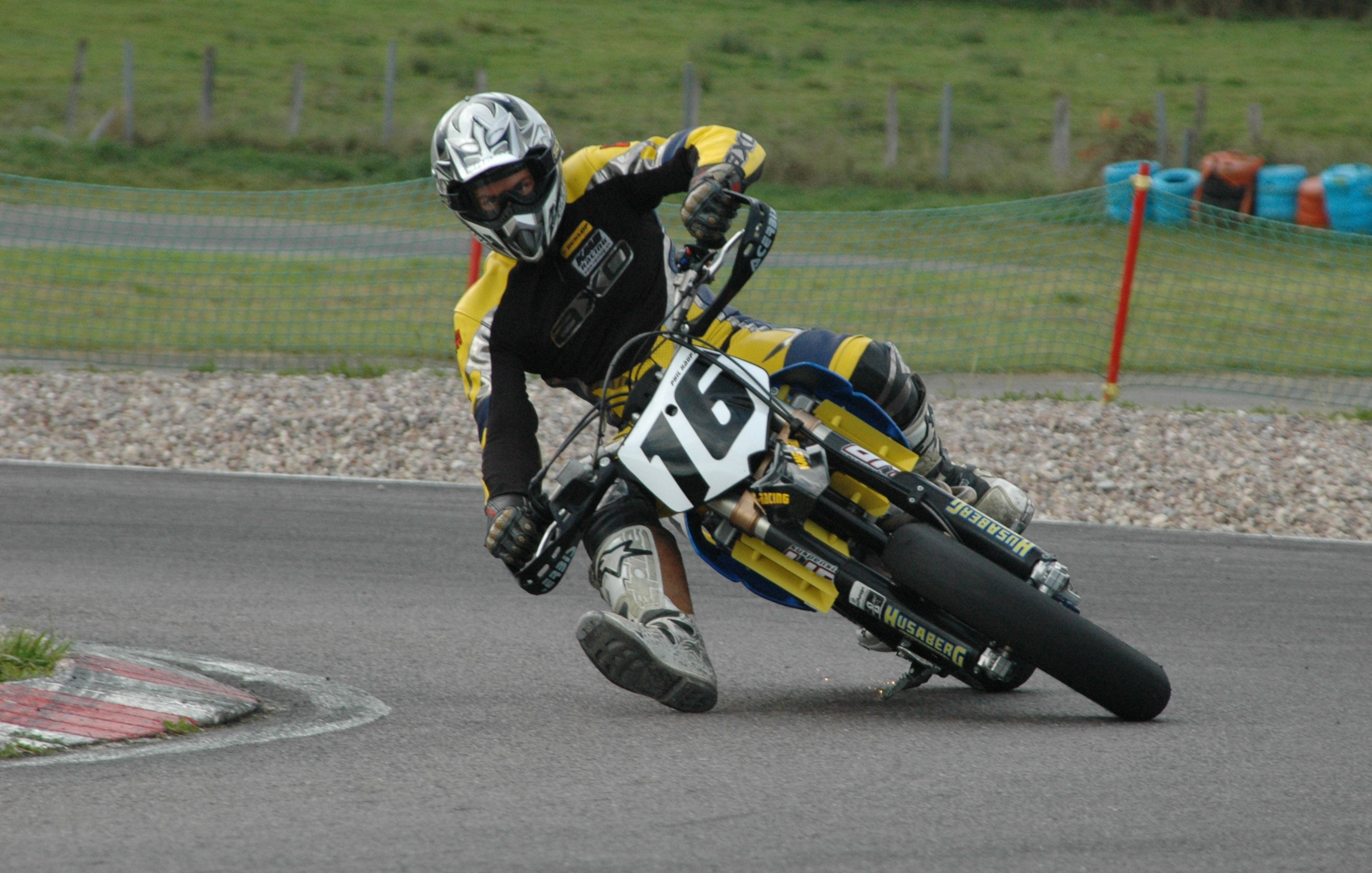
Un corredor de supermoto en la pista.

La Supermoto consiste en usar la motocicleta del motocross para realizar carreras fuera de la pista bajo terrenos sucios. Las motocicletas están equipadas con neumáticos de carreras especiales con ranurado tread para soportar tanto el pavimento como la suciedad. Algunas pistas para estos eventos de carreras tienen saltos y bermas al igual que las verdaderas pistas de motocross. Para eventos especiales, la pista de Supermoto puede incorporar rampas metálicas para los saltos que se pueden desmontar y ser llevadas a otros lugares. Las carreras de Supermotard pueden tener lugar en las pistas modificadas de karts, pistas de carreras de carretera o pistas de carreras, incluso en la calle. También hay categorías para los niños como la clase 85 cc.
La variante del Supermoto surgió hacia la década de los setenta en un divertido proyecto de varios corredores de motocicletas. La primera exposición de este evento gozó de una gran audiencia en el programa de televisión Wide World of Sports de los Estados Unidos en la cadena ABC´s transmitido en el año de 1979. Tiempo después, un corredor británico Gavin Trippe diseñó una competición para demostrar quien era el mejor piloto de motocicletas y de 1980 a 1985 organizó el evento llamado "The Superbikers", que enfrentó a los principales corredores de motocross en motocicletas especiales que habían sido modificadas y fue transmitido en un show de televisión. Después de 1985 el deporte prácticamente desapareció y recibió muy poca exposición en los Estados Unidos pero en Europa ganó gran popularidad y en 2003 el deporte resurgió en el país norteamericano con el nuevo nombre de “Supermoto”.

### ATV/Quad Motocross

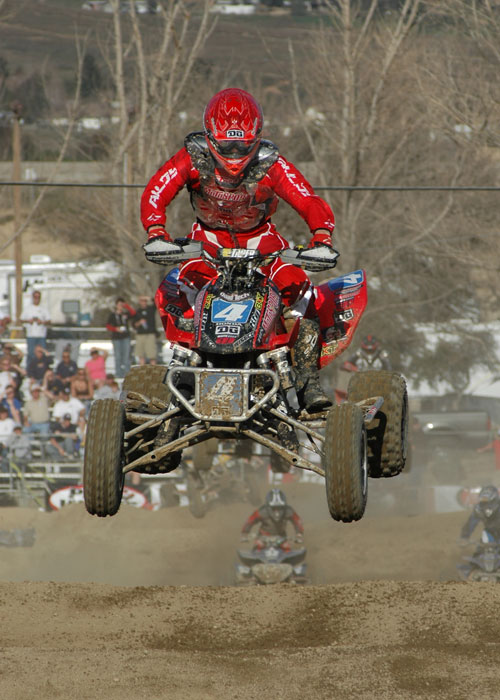
Corredor profesional de ATV Tim Farr en el Glen Helen MX national. 2006

A lo largo de los Estados Unidos y el Reino Unido existen muchos clubes de carreras quad con enduro y secciones de enduro Quadcross. GNCC Racing comenzó a principios de 1980 e incluye rebatiña liebre y carreras de tipo enduro. Hasta la fecha, los eventos se llevan a cabo principalmente en la parte oriental de los Estados Unidos. Comisión Nacional del Niño de carreras cuenta con muchos tipos de obstáculos como, escalada colina, cala y de registro de los cruces, caminos de tierra y senderos arbolados.
ATV National Motocross Championship se formó alrededor de 1985. ATVMX eventos se organizan en los hipódromos de motocrós en los Estados Unidos. ATVMX consta de varios grupos, entre ellos el Pro (AMA Pro) y Amateur de la serie (ATVA). Championship mud racing (CMR) vio sus inicios en 2006 como líderes de la industria de ATV reconocieron la necesidad de uniformidad de las clases y reglas de varios eventos locales de mud bog. Proporcionando normas estandarizadas crearon la necesidad de un órgano de gobierno que tanto los corredores y promotores de eventos podrían recurrir y CMR nació. Una vez unificada, se estableció una serie de puntos verdaderos y dieron lugar a un campeonato nacional de lo que solamente fue un hobby para la mayoría. En 2007 se creó la junta de directores y finalizado se llevaron a cabo las primeras carreras en 2008. En la actualidad, el programa de CMR incluye ocho fechas de competencia que abarca de marzo a noviembre. Los puntos se conceden durante toda la temporada en varias clases diferentes de competencia de ATV y SxS Mud Racing. El año 2008 incluyeron Mud Bog y competiciones Mudda-Cross, pero las temporadas 2009 y futuras solo tendrán competiciones Mudda-Cruz. Las clases van desde 0 hasta 499 cc, a una clase Modified-Super que permitirá a cualquier tamaño de vehículo todo terreno participar en la competencia.

### Supercross
Supercross es un deporte de carreras de ciclo que implica la participación de motocicletas en las carreras especializadas de alto rendimiento fuera de la carretera en pistas de tierra hechas artificialmente consistentes en saltos abruptos y los obstáculos. Concurso de carreras Profesionales de Supercross se llevan a cabo casi exclusivamente dentro de los estadios de béisbol y fútbol profesional. Existen muchas diferencias notables de motocross regular. Pistas de Supercross generalmente tienen rectas más cortas y curvas más cerradas, son más técnicas que las pistas de motocross debido al espacio limitado de un pabellón deportivo. La temporada de supercross tiene lugar durante los meses de invierno y primavera, parcialmente debido a los climas interiores más controlables implicados.
La temporada de supercross viaja alrededor de todo Estados Unidos, pasando a una ciudad diferente cada fin de semana para la próxima carrera. Existen 17 carreras en el 2011 y 2012 Monster Energy AMA/FIM Supercross schedule. La serie de pilotos de Supercross Lites se divide en dos series: el Este y la Costa Oeste. La clase de Supercross tiene una gran serie donde viajan de este a oeste por la carrera e incluso van a Canadá por un par de rondas fuera de la serie. Los corredores solo tienen uno o dos meses fuera del año entre el la serie Supercross y motocross. Racers soportan saltos locos y obstáculos en sus carreras de Supercross además que tienen que resistir una carrera de calor y un evento principal.

### SideJeep's

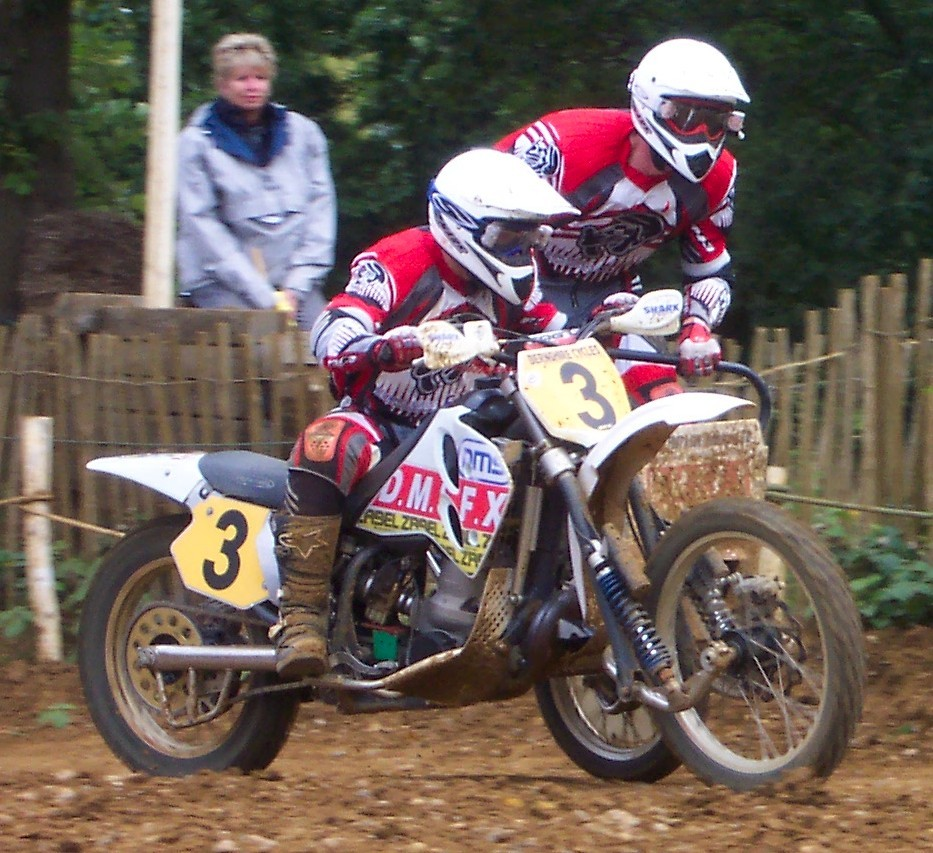
Una Zabel l

Sidecar racing, conocido como Sidecarcross ha existido desde la década de los 50, pero ha disminuido en popularidad desde mediados de los 80. Esta variante es común en Europa, con pocos seguidores en los Estados Unidos, Nueva Zelanda y Australia. La competición de primer nivel, el Campeonato del mundo de Sidecarcross, se disputa en las pistas europeas solo y casi exclusivamente por los europeos.
Motocross sidecars tienen el propósito de construir marcos que se asemejan a un ciclo normal de motocross con una plataforma plana para pararse sobre ella unida a cada lado y un manubrio a la altura de la cintura para agarrarse. El lado de la "silla" (slang for the platform)por lo general sigue el lado de la carretera de la nación en cuestión de unidades, pero no siempre. El pasajero equilibra la bicicleta por ser un contrapeso, especialmente en las esquinas y en los saltos. Es impulsado en crosstracks.
Es muy exigente físicamente, especialmente para el pasajero. Esto se refleja en la mayor parte en el término sueco para pasajeros, burkslav, que podría traducirse como tronco / cuerpo / barril-esclavo. Este nombre proviene de los primeros coches laterales, donde la plataforma parecía un verdadero road-sidecar y no como plataforma de hoy. Los principales constructores de estructura hoy son VMC, BSU, AYR, EML and Woodenleg. Motores comunes pueden ser utilizados, pero el tamaño importa y dos motores tienen el propósito de ser construido para sidecars, Zabel (Germany) yMTH (Austria) son los más comunes. Four-strokes son cada vez más común, por lo general KTM (Austria).

### Pit bikes y minimotocross
Pit bikes son pequeñas motos que los participantes en los eventos powersports utilizan para pasear por los pits, que son las zonas de descanso donde se encuentran los vehículos de apoyo del equipo. Más recientemente, ellos han utilizado en carreras celebrada en cualquier pista de supercross y motocross. Numerosos rendimientos y mejoras estéticas a menudo se aplican en pit bikes.
Originalmente, solo había una manera de adquirir una pit bike. Un motociclista compraría una minimoto de un niño, por lo general una Honda CRF 50 o Kawasaki KLX110, y aplicó todas las mejoras necesarias y modificaciones para construir una bicicleta de pit competitiva. Por supuesto, el motociclista también podría comprar una bicicleta usada. Desde 2004, los fabricantes han comenzado el diseño, la fabricación, importación y venta completa e bicicletas pits. Estas bicicletas son menos costosas, y requieren menos tiempo para completar.
Bicicletas pits son impulsados por 4 tiempos, motores horizontales, de un solo cilindro que van en cualquier lugar de desplazamiento de 49 cc a 195 cc. Una típica bicicleta de pit es por lo general una pequeña motocross, pero se ha vuelto común para poder comprar bicicletas pit con ruedas de estilo calle y neumáticos. Bicicletas Pit con neumáticos de calle, a diferencia de knobby tires, son usadas en Mini Supermoto Racing.
Bicicletas Pits son frecuentemente personalizadas con decoraciones con complementos y piezas para mejorar el rendimiento. Muchos pilotos y mecánicos reemplazaron los motores con el fin de aumentar el desplazamiento y por lo tanto la potencia de salida. Sistemas de suspensión de servicio pesado, a menudo son un complemento necesario, ya que la suspensión de acciones mini-bici se diseñaron para un niño pequeño. Actualizaciones sobre ruedas, frenos y neumáticos en ocasiones se llevan a cabo para mejorar el manejo.
Bicicletas Pit también tienen sus propias competiciones separadas celebrada con clases que generalmente corresponde al tamaño de la rueda. Esta es una diferencia notable frente a la competencia de motocross y Supercross, donde las clases están separadas por el desplazamiento del motor. Carreras de motos Pit es relativamente un nuevo nicho de motocross, y como tal, no existe un organismo oficial de gobierno similar a la AMA.

## Equipamiento

### Motocicleta para motocross
La motocicleta para motocross es una motocicleta de competición diseñada para grandes saltos y terrenos áridos difíciles de recorrer. Estas motocicletas tienen las suspensiones con más recorrido que otro tipo de motocicletas para tener mayor suavidad en los saltos y mejor estabilidad en los terrenos difíciles(tierra, barro, etc).

#### Fabricantes
- Honda (Japón)
- Kawasaki (Japón)
- KTM (Austria)

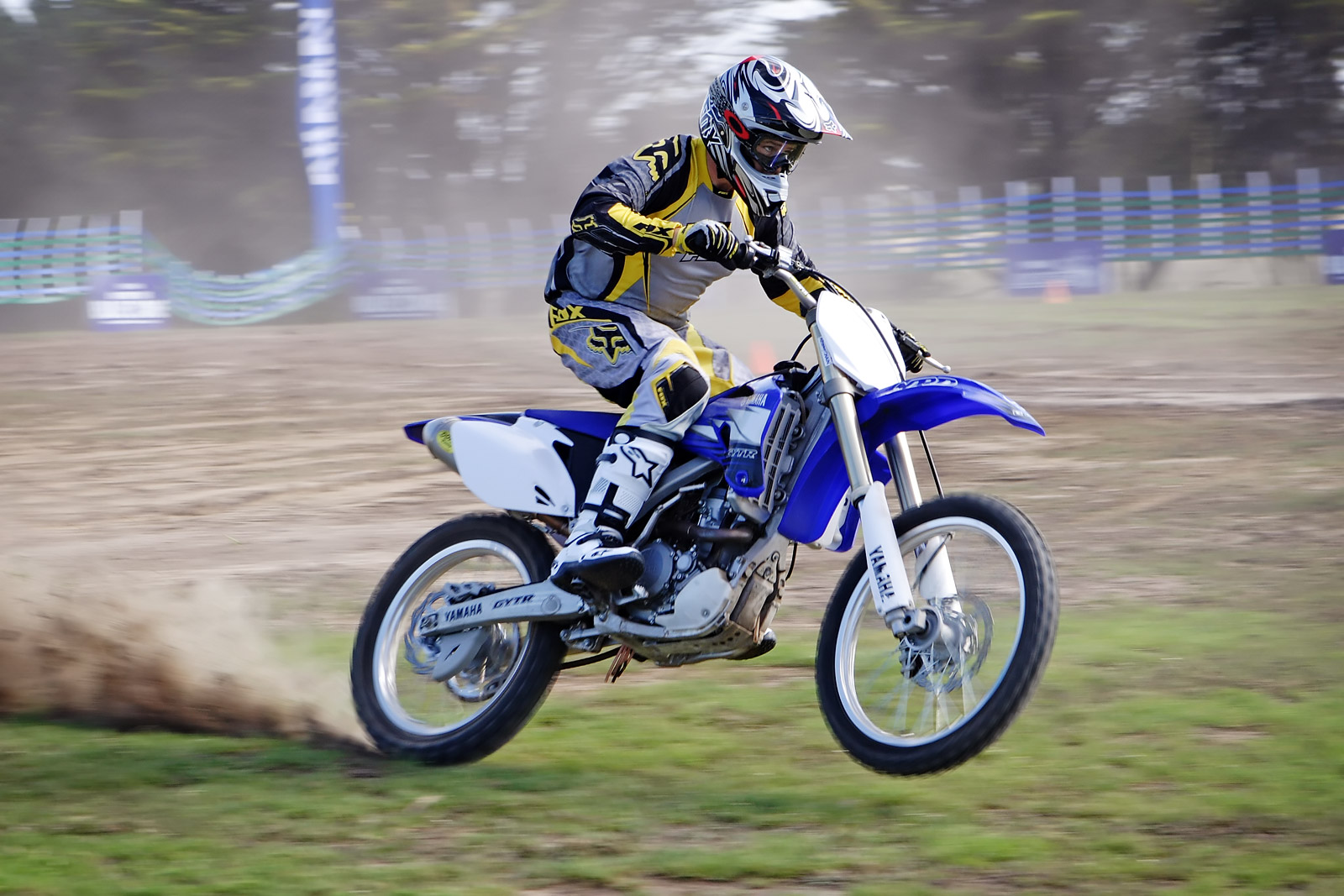
Yamaha YZF-450 cc Circuito de Phillip Island.

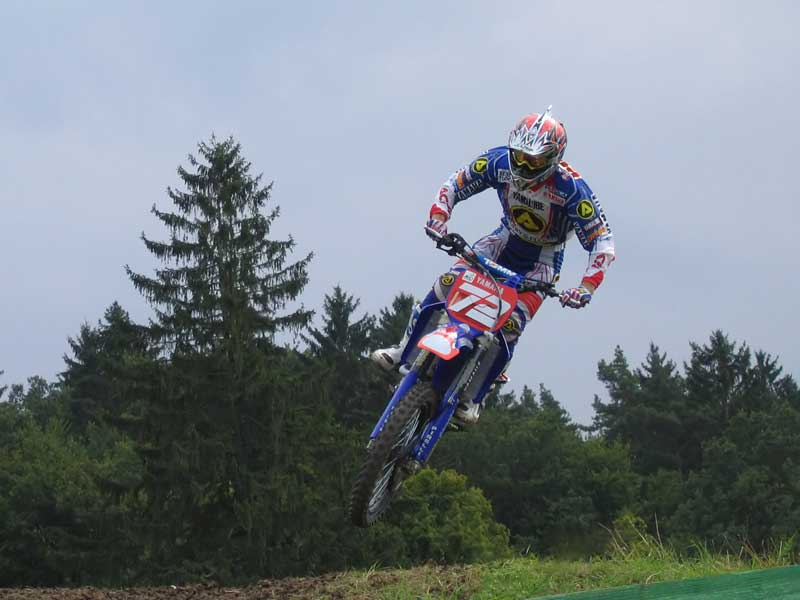
10 veces campeón mundial, Stefan Everts.

- Husqvarna (Suecia, hoy en día propiedad de KTM)
- Gas Gas (España, hoy en día propiedad de KTM)

Suzuki (Japón)
- Yamaha (Japón)

Los 7 de arriba son los mayores fabricantes del mercado, los fabricantes de abajo tienen una cuota de mercado más pequeña (2024).
- Triumph (Reino unido)
- Ducati (Italia)
- Fantic (Italia)
- Aprilia (Italia)
- Benelli (Italia)
- Beta (Italia)
- BMW Motorrad (Alemania)
- CCM (Reino Unido)
- Cobra (EE. UU.)
- Dinamarca  (Malasia)
- Derbi  (España)
- GPX Racing (Tailandia)
- Husaberg (Austria, originalmente de Suecia, ahora de KTM)
- Mojo Motorcycles (Australia)
- Polini (Italia)
- Pitster Pro (Estados Unidos)
- Cagiva (Italia)
- OSSA (España)
- Montesa (España)
- Stallions (Tailandia)
- TM (Italia), Tiene la mayor cuota del mercado descontando a los 5 más grandes.
- Cannondale now ATK (EE. UU.)

Fabricantes que han dejado de producir 
| - BSA (UK) – until 1971, then off-road arm continued as CCM - Bultaco (España) - Can-Am (Canadá) - CCM (UK) - Cooper (México) - CZ (antes Checoslovaquia) - DKW (antes Alemania Oriental) - Fabrique Nationale Bélgica - Greeves (Reino Unido) - Hodaka (Japón) | - Harley-Davidson (EE. UU.) - Maico (Alemania) - Monark (Suecia) - Penton (EE. UU.) - Puch (Austria) - Rickman (Reino Unido) - SWM (Italia) - Zündapp (Alemania) - Wilcomoto (Reino Unido) |